# Policko (powiat łobeski)
Policko – przysiółek sołecki w północno-zachodniej Polsce, położony w województwie zachodniopomorskim, w powiecie łobeskim, w gminie Resko. Policko jest samoistnym przysiółkiem, siedzibą sołectwa, w którego skład wchodzi także przysiółek Świekotki.
Do 1968 roku Policko stanowiło część miasta Resko.
W latach 1975–1998 miejscowość położona była w województwie szczecińskim.